# Fulica gigantea
Galeirão-gigante ou carqueja-gigante (Fulica gigantea) é uma espécie de ave da família Rallidae.
Pode ser encontrada nos seguintes países: Argentina, Bolívia, Chile e Peru.
Os seus habitats naturais são lagos de água doce.

## Galeria

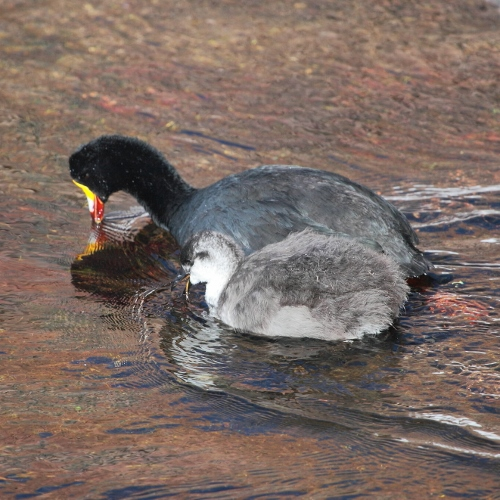
Adulto e cria alimentando-se
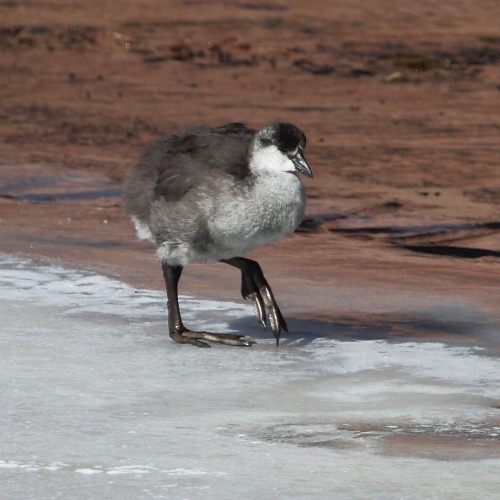
Jovem